# Maurice Le Coutour
Maurice Le Coutour, né le 12 mai 1914 à Gouberville (Manche), est un supercentenaire français. Depuis le 1er juin 2024, à la mort de Georges Thomas, il est devenu le doyen masculin des Français. Il vit à Barfleur (Manche).

## Biographie
Maurice Le Coutour conduisait jusqu'à ses 107 ans et a participé à la Seconde Guerre mondiale à Dunkerque. Après guerre, il a ouvert un commerce d'alimentation générale pour y travailler en commis et fini par travailler en tant que chauffeur scolaire jusqu'à ses 65 ans. Il est donc en retraite depuis 1979.

### Longévité
Il est considéré à tort comme le doyen masculin des Français à la suite du décès d'André Ludwig, le 7 janvier 2024,,.  Il obtient réellement le titre le 1er juin 2024 après la mort de Georges Thomas.